# Hans F.K. Günther
Hans Friedrich Karl Günther, född 16 februari 1891 i Freiburg im Breisgau, död 25 september 1968, var en tysk rasforskare och eugeniker, känd som Rassen-Günther.

## Karriär
Günther hade studerat antropologi i Wien och i Dresden där han sedan under några år var verksam som lärare, men efter 1923 levde som författare i Skandinavien, i Skien i Norge och i Sverige på Lidingö. Han drogs tidigt till nationalsocialismen och till den då moderna rasbiologin. Utan egentliga vetenskapliga meriter kallades han 1930 av den nazistiske inrikesministern i delstaten Thüringen, Wilhelm Frick, till professor i raskunskap i Jena. 1935 flyttades Günthers verksamhet till Berlin där han fick uppdraget att leda det nya Institutet för raskunskap, folkens biologi och inhemsk sociologi, en institution som NSDAP skräddarsytt åt honom. 1939 blev han professor vid universitetet i Freiburg i Breisgau där han stannade till krigsslutet.

### Definition av ras
Günther påpekar att språk- och rasgränserna inte sammanfaller och inte heller gränserna för raser och folk. Ras är ett naturvetenskapligt begrepp. Rasvetenskapen hade hittills i allmänhet begränsat sig till beskrivning av de fysiska egenskaperna; Günther ville däremot undersöka något som han ser som mycket viktigare, rasernas psykiska egenskaper. 
En ras är enligt Günthers definition en grupp människor som skiljer sig från varje annan grupp genom en specifik förening av fysiska och psykiska egenskaper och som ständigt producerar individer med gruppens kännetecken. Man kan också kalla den ärftligt konstant människogrupp.
Den europeiska rasen delar han in i fem raser: nordisk ras, västlig ras (även kallad medelhavsras), dinarisk ras, ostlig ras (även kallad alpin ras) och ostbaltisk ras. Detta enligt boken Europas raser, som utkom i svensk översättning 1925.
I tidiga upplagor av Günthers bok Rassenkunde des deutsches Volkes saknas den femte ostbaltiska rasen.
Rasernas fysiska karaktäristika beskrivs minutiöst och illustreras med flera hundra fotografier. Men det fanns många faktorer som komplicerade hans rasindelning. Bland annat utgjorde de rödhåriga ett aber eftersom de återfanns inom så många rasgrupper; Günther tyckte vidare att de utsöndrade en speciell kroppslukt som påminner om get. Det är emellertid kopplingen mellan ras och psykiska egenskaper som är det intressanta enligt Günther. Bland annat pekar han på att nordiska människor visar mindre brottsbenägenhet än mörkare raser, och åberopar bland annat svenska undersökningar och den allmänt låga brottsligheten i Skandinavien.

### Betydelse
Günther var ingen vanlig representant för den nazistiska rasforskningen. Han var den främste som utformade den och den tongivande och av de mindre storheterna oftast åberopade sakkunskapen på området. Han betraktades som en auktoritet av forskare även i USA och Skandinavien, där han upprätthöll goda kontakter med kollegerna i Norge och Uppsala, speciellt med Herman Lundborg. 
Günthers forskning skapade den "vetenskapliga" basen framförallt för den nazistiska raspolitiken och raslagstiftningen. 
Günther såg som sin livsuppgift och det viktigaste syftet med sina böcker att väcka det tyska folket till större rasmedvetenhet. Han tyckte att man under inflytande av 1700- och 1800-talens idéer om jämlikhet och miljöpåverkan hade förlorat känslan och blicken för rasskillnaderna och rasens betydelse. Omkring sekelskiftet hade dock intresset för rastanken ökat. Günther och många med honom var därför övertygade om att rasismen hade kommit för att stanna och att den skulle bli 1900-talets ledande ideologi. Günther trodde att denna nya filosofi skulle innebära slutet för 1800-talets historicism som enligt honom överallt ville se "förutsättningar, beroende, utveckling och miljöpåverkan, ett blivande". Han förutsåg en övergång till motsatsen, ett "historielöst varande".
Günther var en produktiv författare. Under 1920- och 1930-talen publicerade han en lång rad böcker i sitt ämne, bland annat Rassenkunde des deutschen Volkes som inom 20 år trycktes i 16 upplagor och 124 000 exemplar. Den överträffades endast av folkupplagan Kleine Rassenkundedes deutschen Volkes vars upplaga 1942 hade uppgått till det dubbla.

## Publikationer
- 1920: Ritter, Tod und Teufel
- 1922: Rassenkunde des deutschen Volkes, 16. Aufl. 1933
- 1924: Rassenkunde Europas, 3. Aufl. 1927
- 1925: Kleine Rassenkunde Europas, 3. Aufl. 1929
- 1925: Der Nordische Gedanke unter den Deutschen, 2. Aufl. 1927
- 1926: Adel und Rasse, 2. Aufl. 1927
- 1926: Rasse und Stil
- 1929: Rassengeschichte des hellenischen und des römischen Volkes
- 1930: Rassenkunde des jüdischen Volkes
- 1933: Volk und Staat in ihrer Stellung zu Vererbung und Auslese
- 1934: Die nordische Rasse bei den Indogermanen Asiens
- 1934: Die Verstädterung, 3. Aufl. 1938
- 1934: Frömmigkeit nordischer Artung
- 1935: Herkunft und Rassengeschichte der Germanen
- 1940: Formen und Urgeschichte der Ehe
- 1941: Gattenwahl zu ehelichem Glück und erblicher Ertüchtigung
- 1941: Das Bauerntum als Lebens- und Gemeinschaftsform
- 1942: Bauernglaube. Zeugnisse über Glauben und Frömmigkeit der deutschen Bauern
- 1951: Formen und Urgeschichte der Ehe; Die Formen der Ehe, Familie und Verwandtschaft und die Fragen einer Urgeschichte der Ehe, Gattenwahl
- 1956: Lebensgeschichte des hellenischen Volkes, 2. Aufl. 1965
- 1957: Lebensgeschichte des römischen Volkes, 2. Aufl. 1966
- 1959: Der Begabungsschwund in Europa (unter dem Pseudonym Ludwig Winter)
- 1961: Entstellung und Klärung der Botschaft Jesu (unter dem Pseudonym Heinrich Ackermann)
- 1966: Platon als Hüter des Lebens
- 1967: Vererbung und Umwelt
- 1969: Mein Eindruck von Adolf Hitler